# Cataratas do Niágara
As Cataratas do Niágara (em inglês: Niagara Falls) são um agrupamento de grandes cataratas localizadas no rio Niágara, no leste da América do Norte, entre os lagos Erie e Ontário, na fronteira entre o estado norte-americano de Nova Iorque e da província canadense de Ontário. As Cataratas do Niágara são compostas por três grupos distintos de cataratas: as Cataratas Canadenses, as Cataratas Americanas e as Cataratas Bridal Veil ("Véu da Noiva"). Embora não sejam excepcionalmente altas, as Cataratas do Niágara são muito largas, sendo facilmente a mais volumosa queda d' água localizada na América do Norte. Quando o volume de água é alto, cerca de 168 mil m³ de água cai das quedas cada minuto, enquanto que a média é de 168 000 m³.
As Cataratas do Niágara são famosas por sua beleza, bem como são uma fonte valiosa de energia hidrelétrica e um desafiante projeto de preservação ambiental. Tendo sido um destino turístico muito popular no continente por mais de um século, as cataratas do Niágara são divididas pelas cidades vizinhas de Niagara Falls, Ontario, e de Niagara Falls, Nova Iorque.

## História

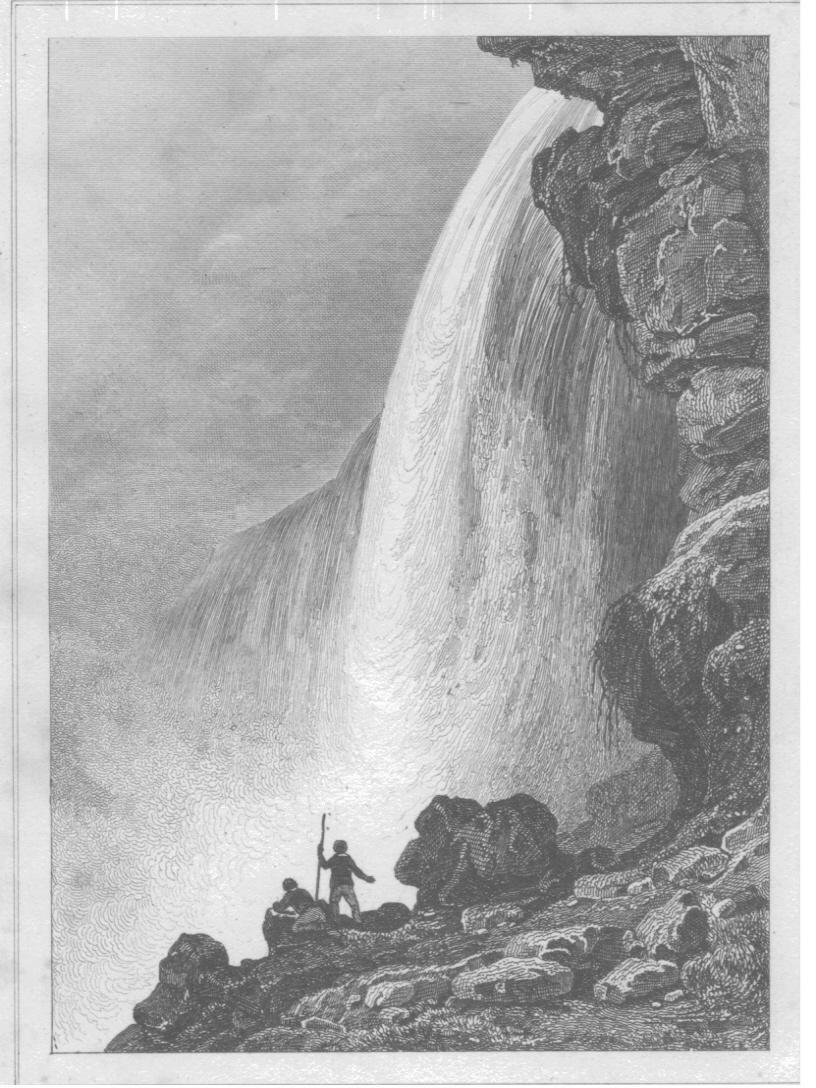
Imagem das Cataratas de 1837 em États Unis d'Amérique, por Roux de Rochelle.

O nome "Niágara" vêm de uma palavra iroquesa que significa "trovoada de águas". Os habitantes originais da região eram os Ongiara, uma tribo iroquesa chamado de "Os Neutros" por assentadores franceses. Os Ongiara foram assim nomeados por tais franceses porque esta tribo iroquesa ajudou os franceses a mediar várias disputas entre os assentadores franceses com outras tribos indígenas da região.
Não se sabe ao certo o primeiro explorador europeu a ter visto as Cataratas e ter anotado em um documento seu testemunho sobre o Niágara. Muitos acreditam que foi o francês Samuel de Champlain o primeiro explorador europeu a ter visto as Cataratas, em 1604. Foram alguns membros da equipe de Champlain que descobriram as Cataratas, em um dia de inverno, onde a parte exterior das quedas d' água ficam congeladas. Eles ouviram o barulho das quedas e descobriram as Cataratas - e rapidamente avisaram Champlain das suas descobertas. Champlain efetivamente anotou em seus diários a visão das Cataratas, mas várias pessoas acreditam que Champlain nunca visitou as Cataratas do Niágara. Várias referências, ao invés, creditam o naturalista sueco Pehr Kalm com a primeira descrição das Cataratas do Niágara feita em uma expedição à área no começo do século XVIII. A maioria dos historiadores, porém, acreditam que foi o Padre Louis Hennepin o primeiro a ter visto e descrito as Cataratas, em 1677, quando explorava a região juntamente com o compatriota René Robert Cavelier, tornando-os mundialmente famosos. Hennepin também foi o primeiro europeu a ter visto e descrito as Cataratas de Saint Anthony, em Minnesota.

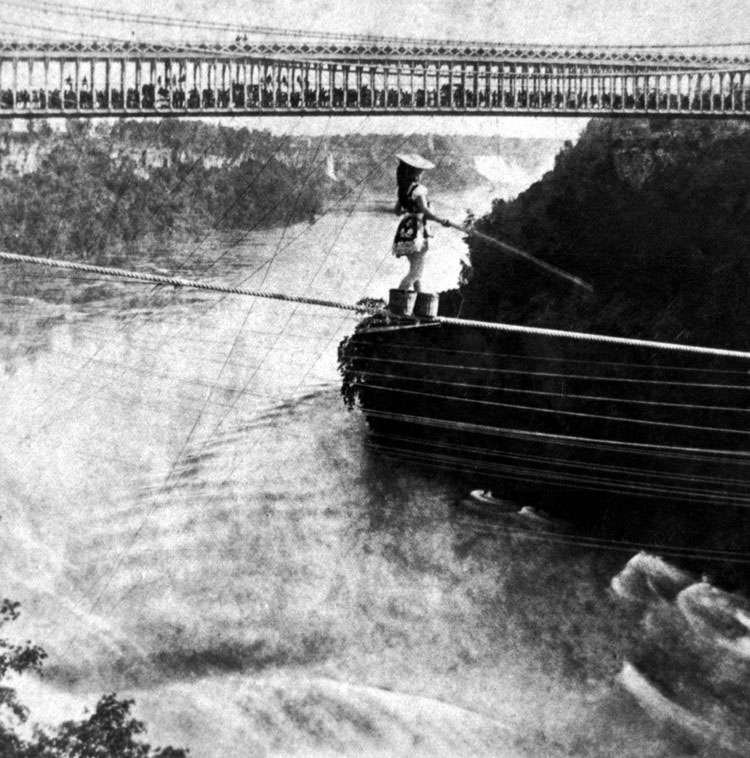
Maria Sperlini atravessando o Niágara.

Durante o século XIX, as Cataratas do Niágara tornaram-se uma atração turística bastante popular, e o turismo passou a ser a principal fonte de renda em meados do mesmo século. Enquanto isto, a demanda de passagem sobre o rio Niágara - que serve de fronteira entre o Canadá, localizado a oeste do rio, e os Estados Unidos, localizados a leste do rio - cresceu. Em 1848, uma ponte de madeira, nomeada Niagara Suspension Bridge, foi construída. Em 1855, uma ponte maior, também feito de madeira - nomeada Niagara Falls Suspension Bridge - substituiu a Niagara Suspension Bridge. Em 1886, uma ponte em arco foi construída, substituindo a anterior. Esta ponte foi construída primariamente com aço. Esta ponte está em operação até hoje, como uma ponte ferroviária. Em 1897, a primeira ponte  construída totalmente com aço, a Ponte Whirpool Rapids, foi inaugurada. Esta também era uma ponte em arco, construída a aproximadamente 15 km a norte das Cataratas. Está em operação até hoje, transportando todo o tipo de veículos, trens (comboios) e pedestres (peões). Em 1941, a Niagara Falls Bridge Commission inaugurou uma terceira ponte, imediatamente ao sul das Cataratas, nomeada Ponte Rainbow, que permite apenas o transporte de pedestres e veículos.
Após a Segunda Guerra Mundial, o turismo explodiu de vez na área, à medida que carros tornavam o acesso de turistas canadenses e americanos mais fácil à região. Ajudou na grande expansão do turismo também a construção de várias rodovias, ao longo da década de 1940. Desde então, a história das Cataratas do Niágara têm sido basicamente o fornecimento de energia hidroeléctrica, bem como do assíduo controle sobre o desenvolvimento urbano, tanto do lado canadense quanto do lado americano, que passou a ameaçar a beleza natural das Cataratas do Niágara.
Duas grandes derrocadas aconteceram em Niagara em 1931 e 1954. Em 1965, o jornal local Niagara Falls Gazette revelou que a água deixaria de correr no local se as rochas não fossem removidas. Quatro anos depois, o exército norte-americano foi chamado para resolver o problema.

## Geologia

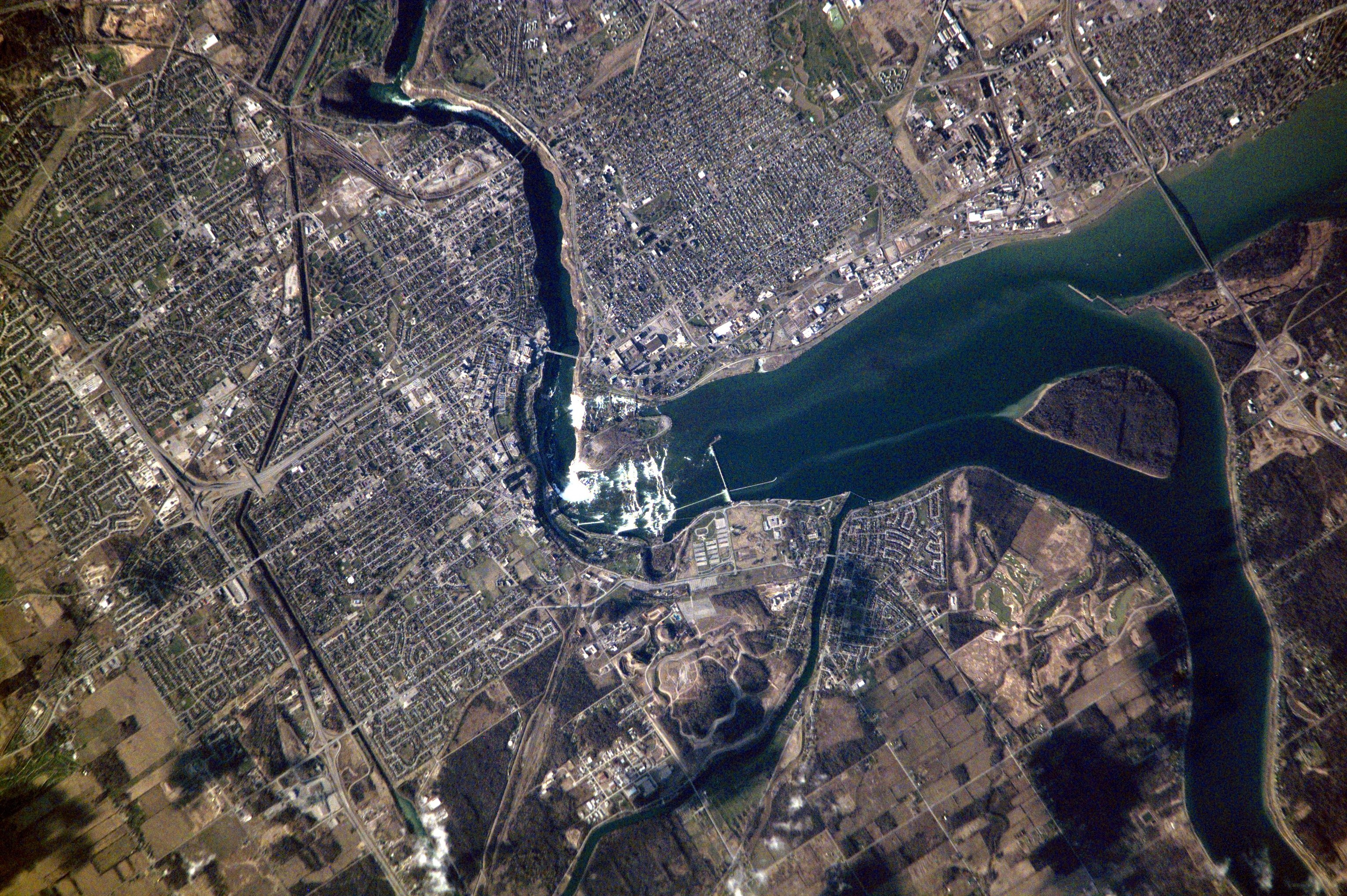
Imagem de satélite das Cataratas do Niágara.

As raízes históricas das Cataratas do Niágara foram plantadas na glaciação de Wisconsin, que terminou há cerca de dez mil anos atrás. Tanto os Grandes Lagos e o rio Niágara foram criados por esta última glaciação, que criou uma geleira, uma enorme e espessa camada de gelo sobre a região. A geleira, à medida que se movia, erodia o solo, abrasando rochas e movendo partículas sólidas que erodiam o solo, escavava o solo e assim criando rios e lagos, que atualmente formam a bacia hidrográfica do Rio São Lourenço. A geleira também fez a retenção de trechos de antigos rios, que forçaram foram forçados a escavar um novo caminho, assim, aumentando o efeito da erosão. Muitos especialistas acreditam que existe um antigo vale, cuja nascente é incerta, escovava no Rio São Lourenço, e que foi enterrado por sedimentos trazidos pelas geleiras, onde atualmente localiza-se o Vale de Welland.

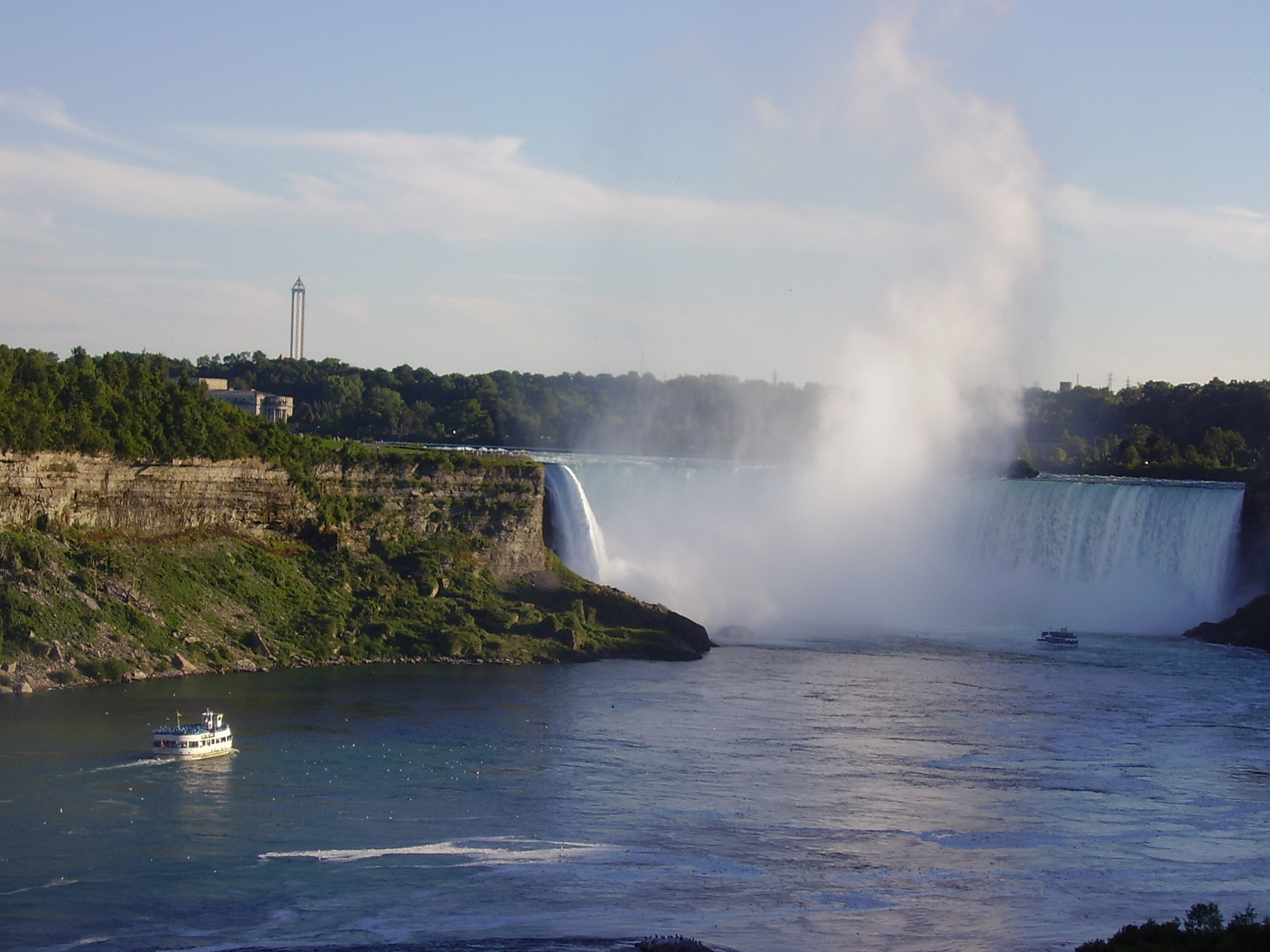
Vista das Cataratas Canadenses.

Quando a geleira derreteu, o rio Niágara tornou-se o dreno dos lagos Superior, Huron, Michigan e Erie. Isto porque, com o antigo vale tendo sido represionado por sedimentos da última geleira, e sem um dreno disponível, a água destes quatro Grandes Lagos - comummente chamados de Altos Lagos - foi obrigada a escavar um caminho na nova topografia da região, fazendo-o através do caminho mais curto disponível, entre o Lago Erie e o Lago Ontário. As águas dos Altos Lagos escavaram o resistente solo através da rota cuja altura entre os Lagos era a menor possível. Eventualmente, as águas dos Altos Lagos  da região entre o Lago Erie e o Lago Ontário, e eventualmente, conseguiram escavar um caminho através da Chapada do Niágara, assim, criando a o rio Niágara. Eventualmente, através da erosão, as águas dos Altos Lagos acabaram expondo uma camada rochosa muito antiga, formada por rochas marinhas extremamente resistentes, que sensivelmente mais antigas do que os sedimentos trazidos pelas últimas glaciações. Três destas antigas formações geológicas foram expostas através pela garganta escavada pelo rio Niágara.

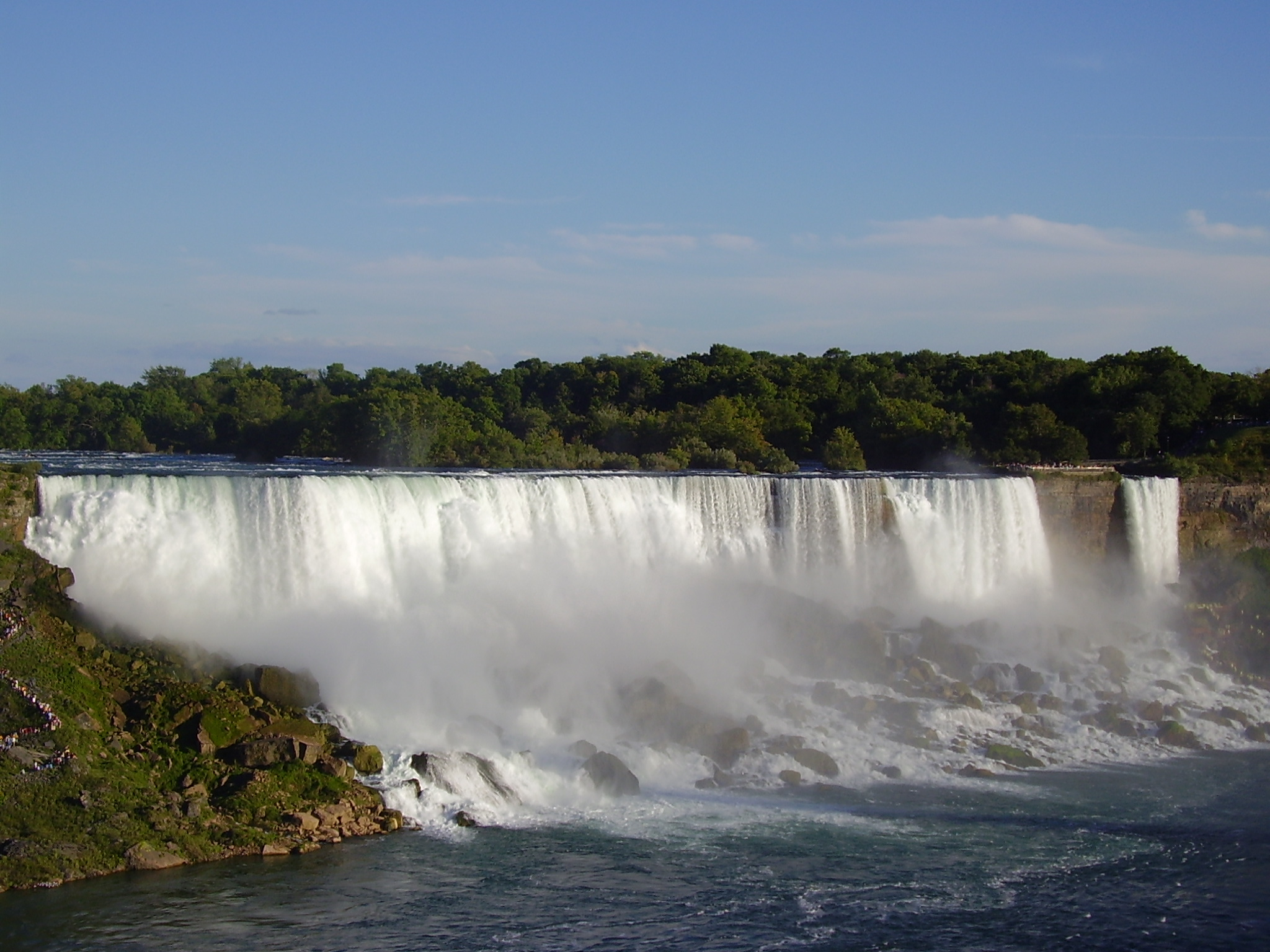
Vista das Cataratas Americanas.

À medida de que o rio Niágara ia erodindo o solo, o solo menos resistente dos trechos finais do rio Niágara - logo ao norte da Chapada do Niágara - era escavado muito mais rapidamente do que o solo mais resistente das camadas antigas, formadas basicamente por dolomita. A foto aérea à esquerda mostra claramente este solo resistente, formado por dolomita extremamente resistente e densa. Este solo resistente pode ser visto no penhasco. As camadas de dolomita estão localizadas na parte superior do penhasco (ocupando aproximadamente um terço do penhasco). Este solo resistente é a Formação de Lockport, formada no Siluriano.
Ainda na foto à esquerda, e imediatamente abaixo da camada de granito, compondo os dois terços inferiores do penhasco, estão localizadas camadas de xisto, que é menos resistente do que o granito. Estas camadas de xisto - que compõem a Formação de Rochester, formado no Baixo Siluriano) também possuem algumas camadas de dolomita, bem como uma grande quantidade de fósseis. Por causa de que este solo formado primariamente por xisto erode-se mais rapidamente do que as camadas feitas primariamente de dolomita, o Rio Niágara erodiu as camadas de xisto, assim, criando as Cataratas do Niágara.
Formando a base do rio Niágara - portanto, escondida na foto à esquerda - está a Formação de Queenston, formada no Ordoviciano, que é um solo extremamente resistente, composta por xisto e arenito. Estas três formações geológicas formavam o solo de um antigo mar, e as diferentes características entre estas três formações foram causadas por mudanças de condições dentro deste mar.

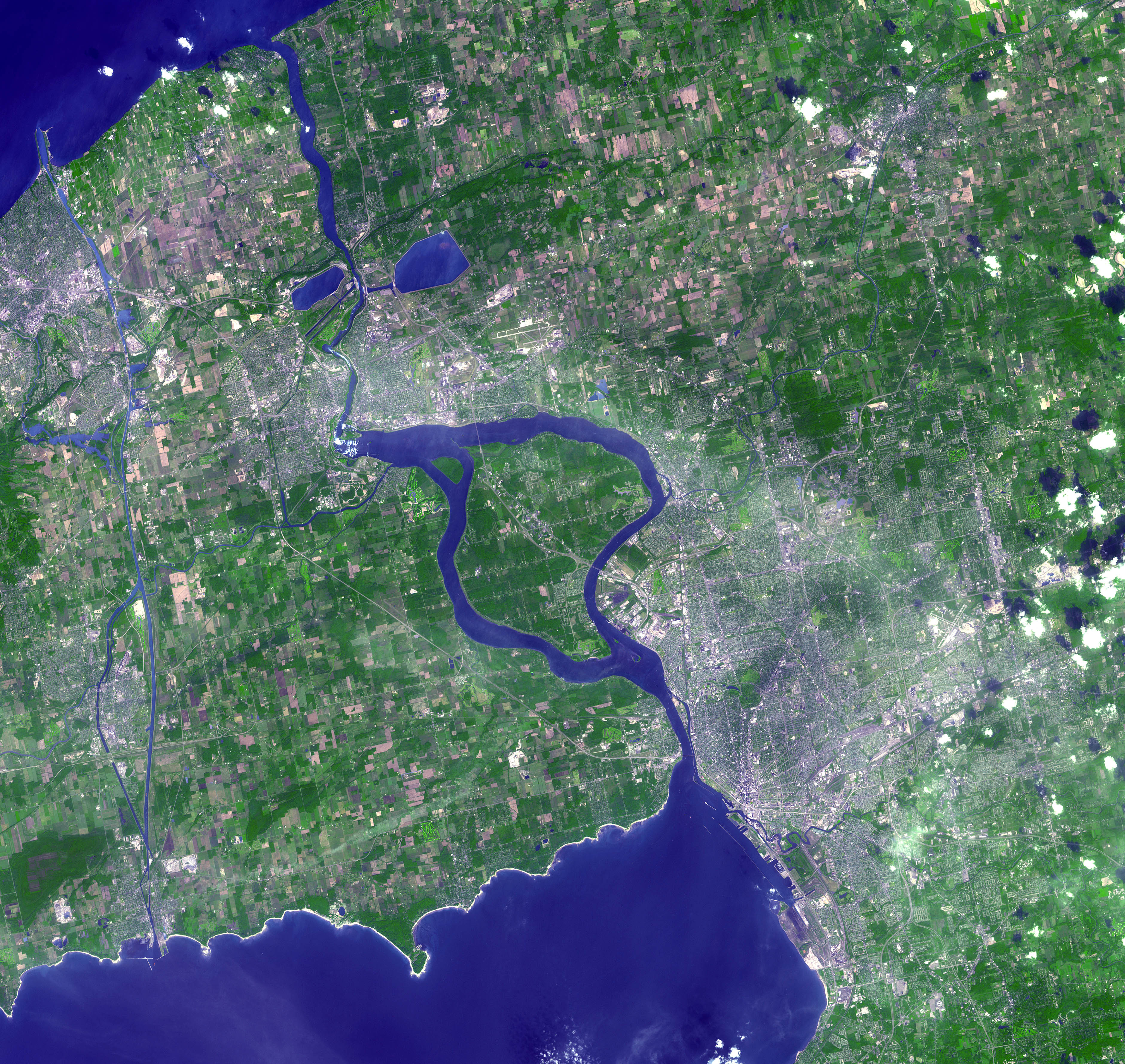
Imagem de satélite do rio Niágara e das Cataratas do Niágara.

As Cataratas do Niágara originais estavam localizadas no lugar onde atualmente se localiza Lewinston, mas a erosão causada pela correntes fez com que as cataratas recuassem vários quilômetros ao sul, em direção à sua atual localização. Logo acima das atuais Cataratas do Niágara, a Ilha de Goat divide o curso do rio Niágara, resultando na separação das Cataratas Canadenses - localizadas a oeste - das Cataratas Americanas e das Cataratas Bridal Veil, localizadas a leste. Embora a erosão - e consequentemente, o recuo das cataratas mais para o sul - tenha sido diminuído graças a feitos de engenharia humana, as Cataratas do Niágara irão recuar eventualmente o suficiente para drenar a maior parte do Lago Erie - cujo ponto mais profundo está localizada em uma altitude maior do que as profundezas das Cataratas. Engenheiros constantemente trabalham em projetos cujo objetivo é adiar ao máximo possível este acontecimento, tendo estes projetos diminuindo drasticamente erosão nas cataratas.
A altura das cataratas são de aproximadamente 52 m, embora as Cataratas Americanas tenham uma queda livre de apenas 21 m, antes de cair sob uma camada de rochas - que foram depositadas em 1954, após uma gigantesca avalanche. As Cataratas Canadenses são as maiores das três cataratas, com seus 792 m de largura. Já as Cataratas Americanas possuem 323 m de largura. O volume de água que desagua nas Cataratas do Niágara é de aproximadamente 5720 m³/s, em março, abril, outubro e novembro. Já nos meses de verão, muita da água do Niágara é desviada para as hidrelétricas da região - assim, o volume de água desaguando nas Cataratas do Niágara nos meses de verão, em média, 2832 m³/s. Este volume diminui ainda mais à noite, quando mais água é desviada.

## Impacto na indústria e no comércio

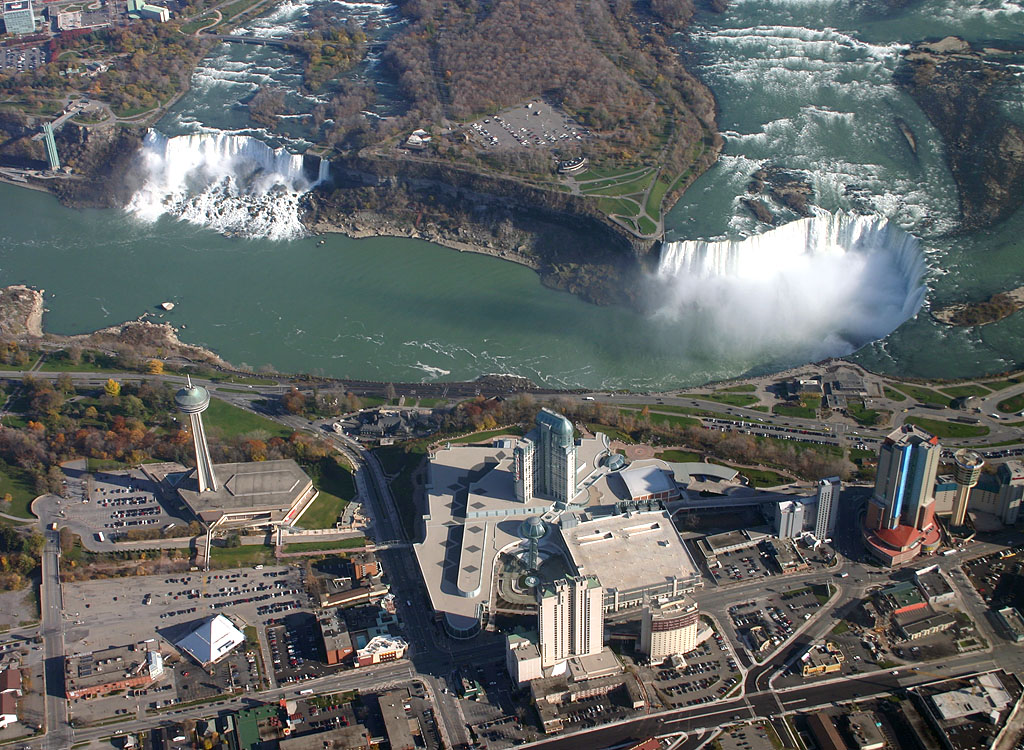
Fotografia aérea das Cataras do Niágara: as Cataratas Americanas estão à esquerda em Nova Iorque; as Cataratas Canadenses estão à direita em Ontário. A fronteira internacional corta as Cataratas Canadenses.

O potencial das Cataratas do Niágara como uma fonte em potencial de energia - em particular, energia elétrica - é antigo. A primeira tentativa humana em usar as águas do Niágara como fonte de energia data de 1759, quanto o americano Daniel Joncairs construiu um pequeno canal acima das cataratas, para alimentar seu moinho. Em 1805, Augustus e Peter Porter compraram a fazenda de Joncairs, bem como todas as Cataratas localizadas do lado americano, do governo do Estado de Nova Iorque. Os Porters aumentaram o canal anteriormente construído por Joncairs, para o fornecimento de energia hidráulica. Em 1853, o governo do estado de Nova Iorque criou a Niagara Falls Hydraulic Power and Mining Company, uma empresa pública. A Niagara Falls Hydraulic Power and Mining Company eventualmente construiu os canais que seriam usados para a geração de eletricidade. Em 1881, sob a direção de Jacob Schoellkopf, estes canais geravam eletricidade através de geradores de corrente contínua, que eram suficientes para alimentar a vila de Niagara Falls, Nova Iorque.
O transporte de eletricidade a longas distâncias, só tornou-se possível com a invenção do sistema de geração de eletricidade em corrente alternada, pelo Sérvio naturalizado americano Nikola Tesla.
Em 1883, a Niagara Falls Power Company, a sucessora da Niagara Falls Hydraulic Power and Mining Company, contratou George Westinghouse, para que desenvolvesse o sistema para a geração de corrente alternada. Em 1896, financiada por gigantes como a J.P. Morgan, John Jacob Astor IV, e a Família Vanderbilt, a Niagara Falls Power Company terminou a construção de canais subterrâneos, que desviavam água do rio Niágara para turbinas. Este sistema era capaz de produzir até 75 megawatts de eletricidade, que era transportada até Buffalo, localizada no estado de Nova Iorque, a 32 km das Cataratas do Niágara.

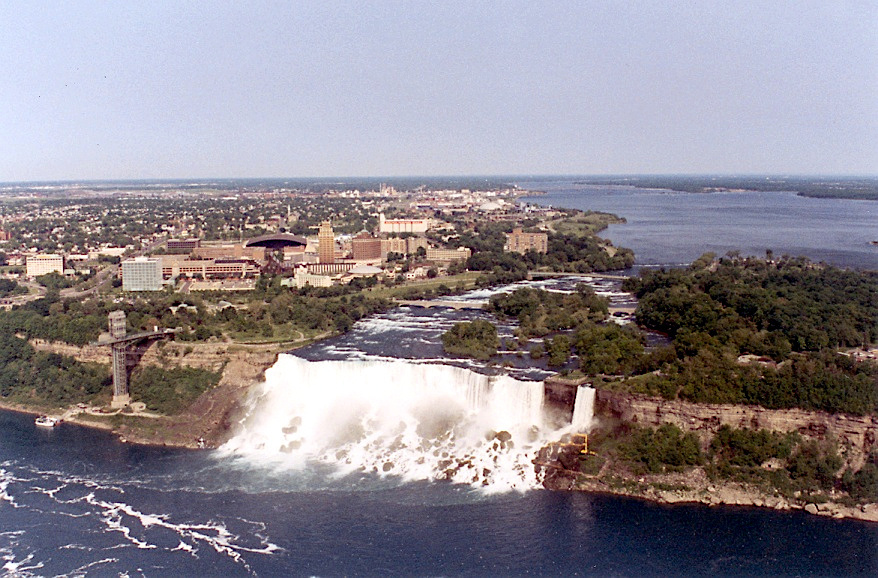
Vista das Cataratas Americanas (maior queda d' água, à esquerda) e das Cataratas Bridal Veil (menor queda d' água, à direita).

Companhias privadas do lado canadense também passaram a tirar proveito da energia das Cataratas, empregando tanto firmas domésticas e americanas para tal. O governo da província canadense de Ontário trouxe as operações de produção e distribuição de eletricidade na região do Niágara sob controle público, em 1906, distribuindo a eletricidade produzida na região do Niágara para várias partes da província - especialmente no sul.
Atualmente, cerca de 50% a 75% das águas do rio Niágara são desviadas via quatro gigantescos túneis que desviam estas águas 10 km a montante das cataratas. Esta água passa por turbinas hidroeléctricas que geram eletricidade para áreas próximas do Canadá e dos Estados Unidos, antes de voltar novamente ao rio. As estações hidrelétricas mais poderosas no rio Niágara atualmente são as hidroelétricas Adam Beck 1 e 2, no lado do Canadá, e as hidroeléctricas Robert Moses e Lewinston, do lado dos Estados Unidos. As quatro juntas possuem a capacidade de gerar aproximadamente 4,4 gigawatts de eletricidade.

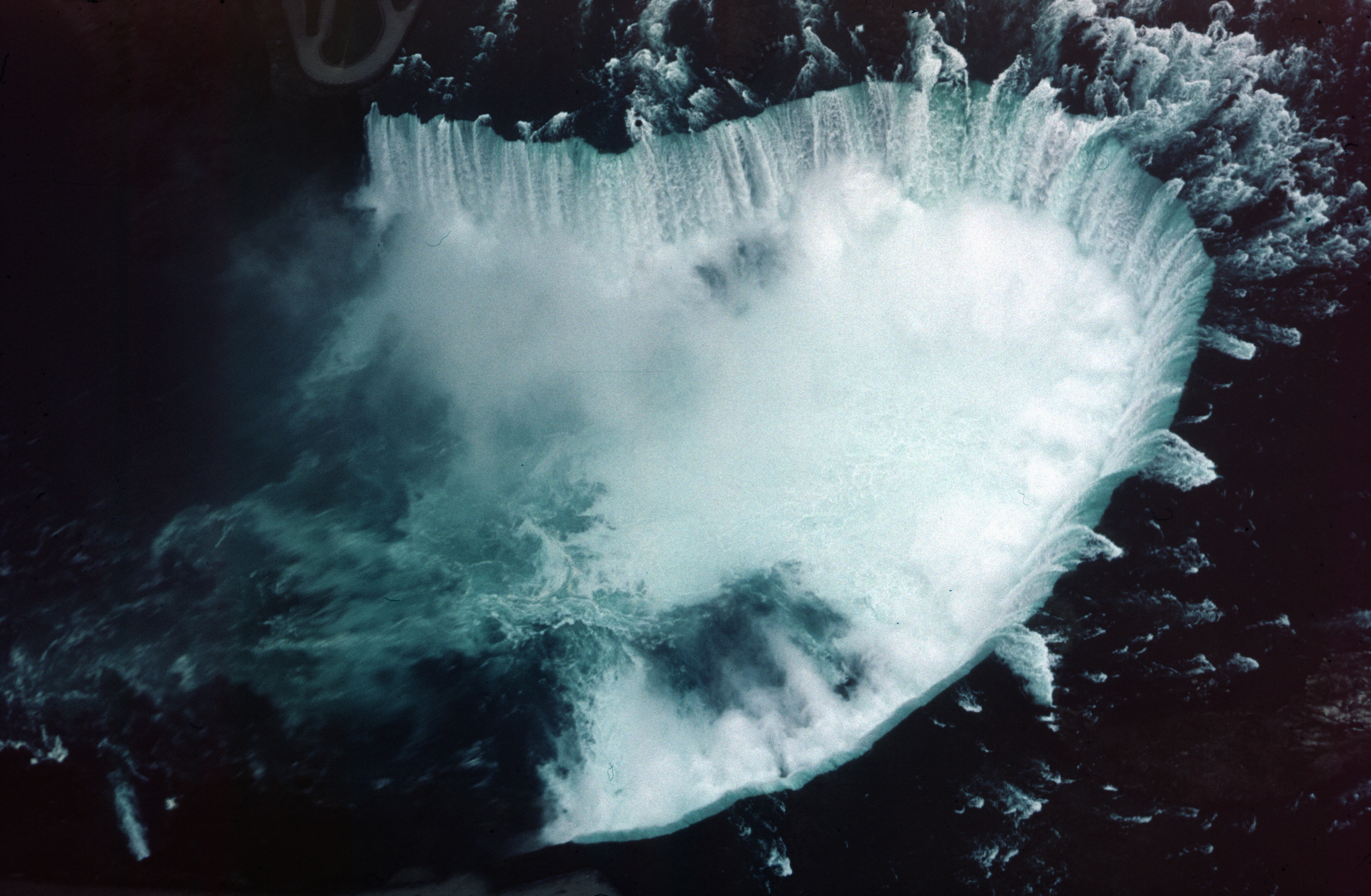
Vista aérea das Cataratas Canadenses.

Desde os primórdios da exploração e ocupação humana das Américas, as Cataratas do Niágara foram  um obstáculo intransponível para navios. Este problema foi resolvido em 1856, com a inauguração do Canal de Welland. Este canal passou por melhorias técnicas na década de 1960, e foi incorporado no Canal Marítimo do São Lourenço. O canal passou a desviar o transporte hidroviário do Canal de Erie (que passa por Buffalo) em direção a Montréal, levando ao declínio da indústria do aço e passou a ser um importante transporte de cereais. Apesar disto, outras indústrias cresceram na região do Niágara, até à década de 1970, com a ajuda da eletricidade gerada pelas hidrelétricas à beira das Cataratas do Niágara. Desde então, com o declínio destas indústrias, a região do Niágara têm entrado em declínio econômico.
As cidades gêmeas de Niagara Falls (Ontário), e Niagara Falls (Nova Iorque), são ligadas atualmente por três pontes, incluindo a Ponte Whirpoll e a Ponte Rainbow (Ponte Arco-Íris), logo ao norte das quedas. A Ponte Arco-Íris permite a vista mais próxima das Cataratas do Niágara. Uma terceira ponte, a mais nova delas, chama-se Ponte Lewinston-Queenston, e estão localizadas ao norte das Cataratas. O Aeroporto Internacional de Niágara, e o Aeroporto Internacional de Buffalo-Niagara são nomeadas em homenagem às cataratas, bem como a Universidade de Niágara, várias pequenas empresas e lojas, e até mesmo um corpo celeste.

## Preservação

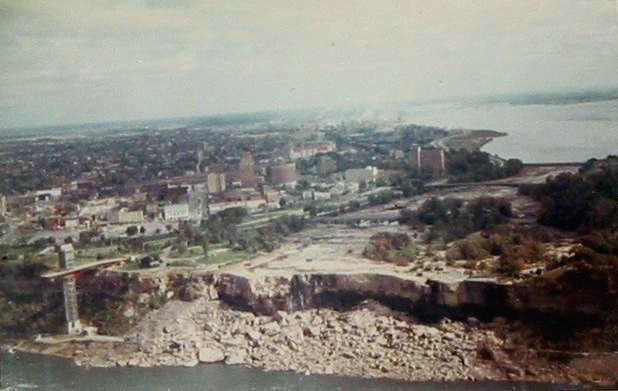
As cataratas americanas em 1969, em operações de esfoço contra erosão.

Durante os primeiros dois séculos após o início da colonização europeia na região, as terras em ambos os lados do Niágara eram propriedade privada. O desenvolvimento comercial e industrial da região ameaçava a beleza natural da área, e visitantes às vezes tinham de pagar os donos das terras em torno das cataratas para ver as Cataratas do Niágara, através de buracos em uma cerca. Em 1855, autoridades públicas do Canadá e dos Estados Unidos passaram a comprar as terras em torno do Niágara, tendo em vista a preservação das belezas naturais da região do Niágara. No estado de Nova Iorque, o artista Frederick Church e o arquiteto Frederick Law Olmsted lideraram o "Movimento pelo Niágara Livre", um movimento que persuadiu o governo nova-iorquino a começar a comprar as terras em torno do Rio e das Cataratas do Niágara, e desenvolvendo assim o Niagara Reservation State Park (Reserva Estadual do Niágara). Ao mesmo tempo, a província canadense de Ontário estabeleceu o Queen Victoria Niagara Falls Park (Parque das Cataratas do Niágara Rainha Victoria). As autoridades estatais de ambos os lados tiveram sucesso em adquirir as terras em torno do Rio e das Cataratas do Niágara, e passaram a impor restrições de desenvolvimento rural e urbano em torno do Rio e das Cataratas.
Até meados da década de 1940, as Cataratas recuavam em direção ao sul, por causa da erosão entre 60 centímetros a 3 metros por ano. Este processo de erosão diminuiu por causa do desvio de quantidades cada vez maiores de água do rio Niágara para a alimentação de turbinas hidroeléctricas, tanto no Canadá quanto nos Estados Unidos. Em 2 de janeiro de 1929, ambos o Canadá e os Estados Unidos concordaram em desenvolver um plano conjunto cuja meta era a preservação das Cataratas. Em 1950, os dois países assinaram o "Tratado do Desvio de Água do Rio Niágara", que focalizava-se mais no problema do desvio de água do rio Niágara.
Além do desvio de água para estações hidroeléctricas, outras medidas contra a erosão foi o desvio de certas quedas - as que mais erodiam o solo - em direção a outras regiões onde causassem menos erosão; e o fortalecimento do solo sob o topo das Cataratas do Niágara. Destes trabalhos, a operação mais dramática foi realizada em 1969. Em junho deste ano, o rio Niágara foi desviado das cataratas americanas e das Cataratas Bridal Veil, por vários meses, para a construção de uma represa temporária feita de rocha e terra (claramente visível na foto à direita). Este desvio "desligou" estas cataratas. Enquanto as cataratas canadenses e as represas absorviam o volume extra de água, o Corpo de Engenheiros Militar dos Estados Unidos da América estudou o solo sob o rio Niágara, e mecanicamente fortaleceu as partes mais frágeis deste solo. Em novembro de 1969, a represa temporária foi dinamitada, assim restaurando o curso de água em direção às cataratas americanas e às Cataratas Bridal Veil.
Mesmo após esta operação, a Ilha Luna, o pequeno pedaço de terra entre as cataratas americanas e as Cataratas Bridal Veil, continuou fechada ao público por anos, por medo das autoridades públicas, de que a ilha seria instável, e que poderia colapsar em direção à garganta das cataratas a qualquer momento.
A construção recente de várias altas estruturas - a maioria deles hotéis no lado canadense fez com que as correntes de ar que passam sobre as cataratas a mudassem de direção. Por consequência, áreas de observação do lado canadense são muitas vezes obscurecidas pelas camadas de névoa vindas das cataratas. Este problema muito dificilmente será corrigido.

## As cataratas na cultura popular

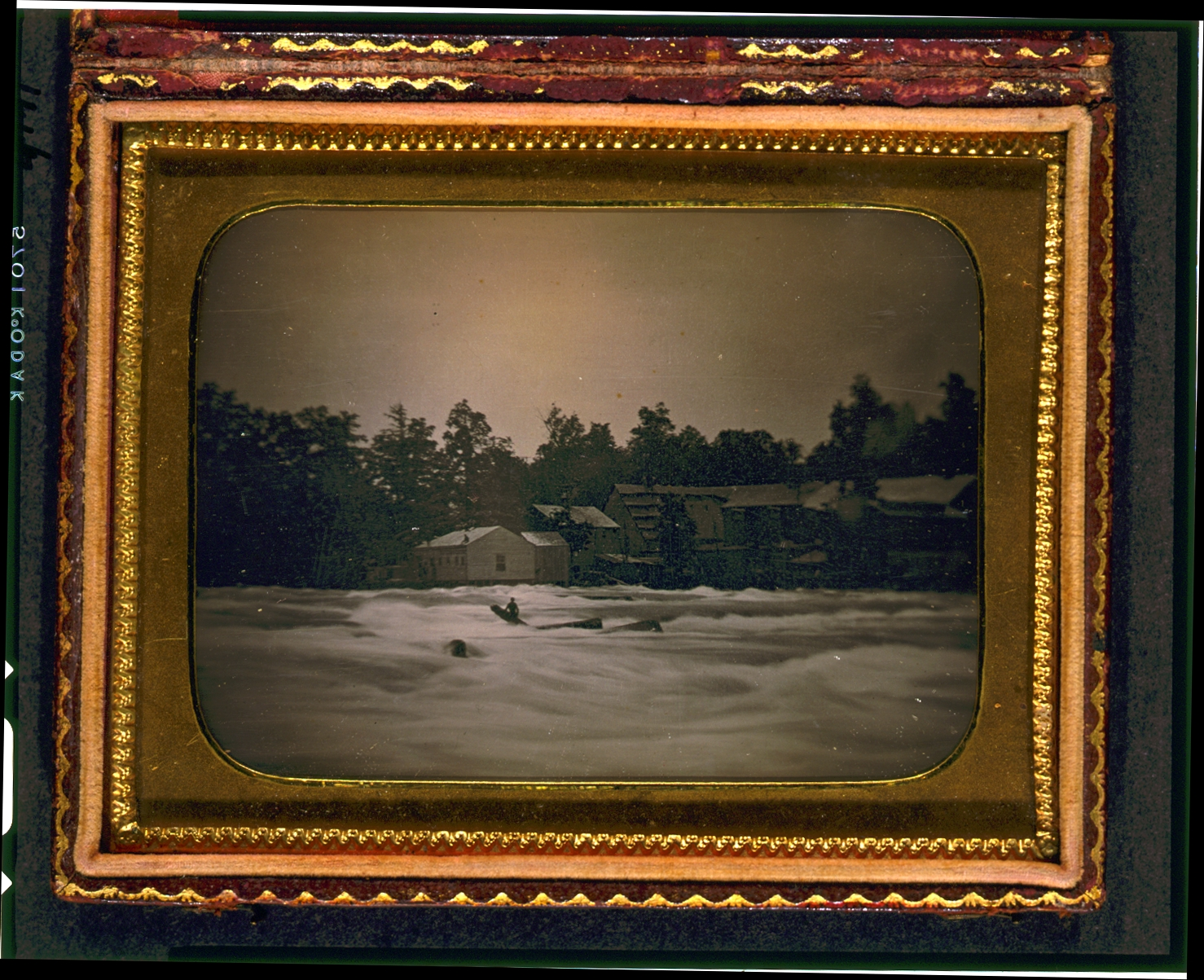
Foto de um noticiário americano de 1879. Dois homens que navegavam na parte superior do rio perderam o controle de seu bote na forte correnteza do rio Niágara. Um deles foi levado imediatamente em direção às quedas, enquanto o outro ficou à deriva por 18 horas entre duas pedras antes de sucumbir à força da correnteza. Ambos morreram.

Em outubro de 1829, Sam Patch, que autonomeava-se The Yankee Leaper (O Pulador Yankee) pulou as quedas canadenses, tornando-se a primeira pessoa conhecida a sobreviver a tal queda. Isto iniciou uma longa corrida entre pessoas buscando fama nacional, tentando novos feitos nas Cataratas do Niágara. Em 1901, Annie Edson Taylor, uma mulher de 63 anos de idade, tornou-se a primeira pessoa a cair nas Cataratas do Niágara dentro de um barril, e sair do barril sem ferimentos. Após Taylor, 14 outras pessoas caíram nas Cataratas do Niágara dentro de certos equipamentos como barris e afins. Alguns deles sobreviveram sem ferimentos, enquanto outros tiveram menos sorte e afogaram-se ou sofreram sérios ferimentos. Os sobreviventes de tais feitos podem ser condenados a passar um tempo na prisão, bem como multas pesadas, uma vez que é ilegal a tentativa de cair nas Cataratas do Niágara. O mágico David Copperfield tornou-se a última pessoa a entrar nesta lista, caindo as quedas canadenses em 1990 - embora muitos digam que isto não tenha passado de um truque de mágica feito por Copperfield.
Outras pessoas cruzaram - ou tentaram cruzar - as Cataratas do Niágara. Isto começou com a passagem bem-sucedida do funambulista Jean François "Blondin" Gravelet, em 1859. Desde então, vários outros funambulistas  atraíram um grande número de pessoas. Em 1883, o inglês Matthew Webb, a primeira pessoa a cruzar o Canal da Mancha, afogou-se em 1883 após ter tentado sem sucesso cruzar através dos redemoinhos e da correnteza após as quedas.
No "Milagre no Niágara", Roger Woodward, um menino norte-americano de sete anos de idade foi engolido pelas quedas Horseshoe, protegido apenas por um colete salva-vidas, em 9 de julho de 1960, enquanto que sua irmã Deanne, de 17 anos de idade, foi salva por turistas a apenas 6 metros das quedas. Minutos depois, Woodward foi salvo na base das quedas quando membros do Maid of the Mist lançaram um bóia salva-vidas em sua direção.
Então já uma atração turística famosa no Canadá e nos Estados Unidos, as visitas às Cataratas do Niágara subiram drasticamente em 1953, após o lançamento do filme Niagara, cuja principal estrela era Marilyn Monroe. Posteriormente, as cataratas apareceram no filme Superman II, bem como serviu de tema para um filme IMAX, que tornou-se popular na região. As Cataratas do Niágara são visitadas anualmente por 14 milhões de pessoas, a grande maioria deles americanos e canadenses, embora um número expressivo sejam turistas internacionais.
Também é muito notória a aparição das Cataratas do Niágara na animação do Pica-Pau, no episódio Niagara Fools (br: Vamos às cataratas), onde o Pica-Pau tenta descer as cataratas em um barril, inicialmente sem sucesso, pois o guarda local cumpre leis, que proíbem que pessoas desçam as cataratas em barris, mas sempre acidentalmente acaba caindo no barril, que cai sobre o salto, fazendo com que transeuntes no meio da queda d'água aclamem o feito. Este episódio gerou movimentos cult das gerações Y, como flash mobs e mash-ups no Youtube (redublagens e reedições ao estilo poop).

## Observação

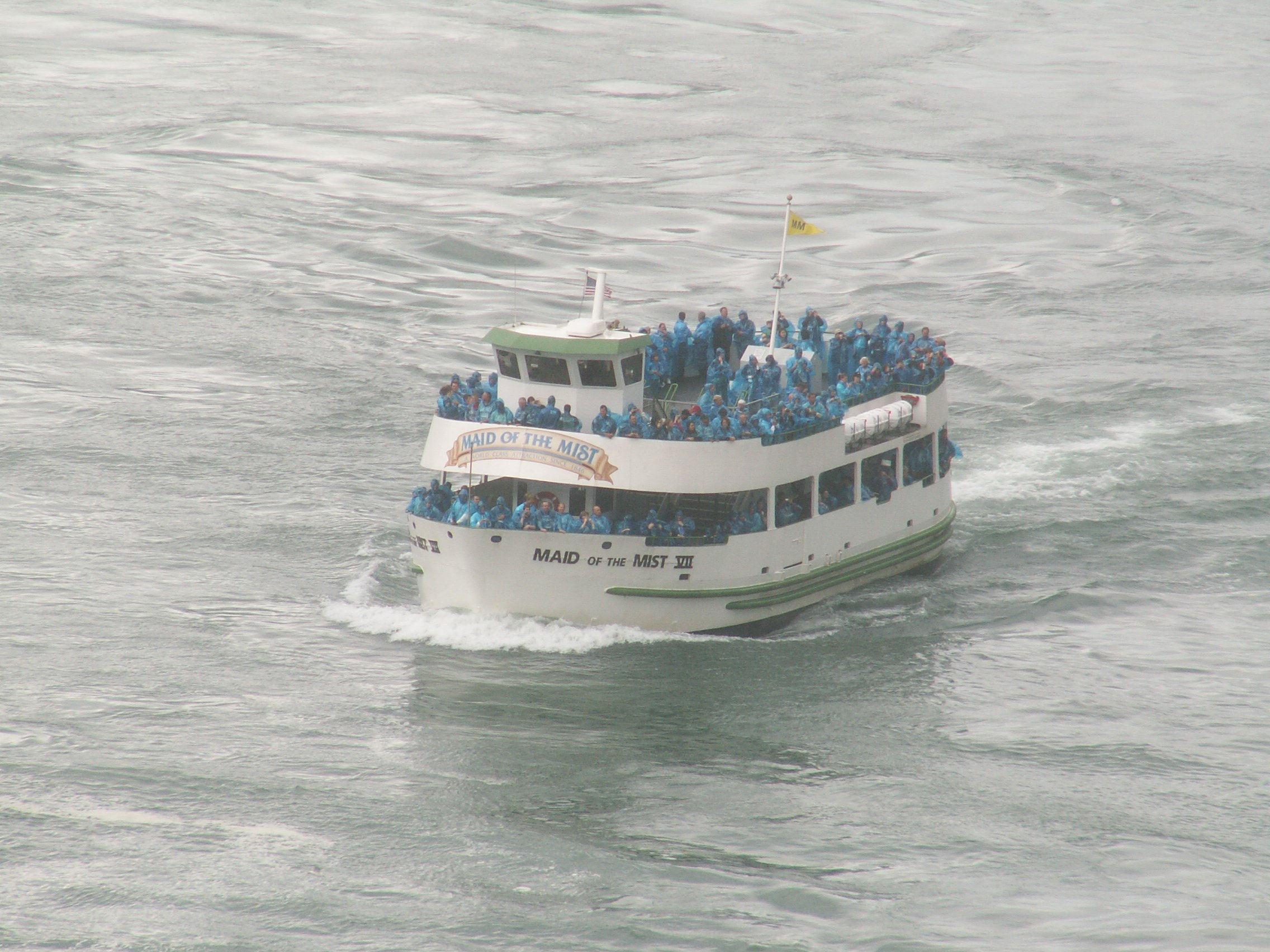
O Maid of the Mist transportando turistas próximo às Cataratas.

É no verão que as Cataratas do Niágara recebem o maior número de turistas anualmente, quando as Cataratas do Niágara são tanto uma atração diurna quanto uma atração noturna. Isto porque, no verão, holofotes instalados do lado canadense iluminam ambos os lados das cataratas por várias horas após o pôr-do-Sol. Em 2008, mais de 20 milhões de turistas visitaram as cataratas, com estimativas de 2009 de 28 milhões de turistas.
Os navios Maid of the Mist, nomeados em homenagem a um personagem da mitologia ongionara, têm transportado turistas dentro dos redemoinhos das Cataratas, chegando bem próximos delas, desde 1846. O Spanish Aerocar foi construído em 1916, construído pelo espanhol Leonardo Torres y Quevedo, é um teléferico que transporta passageiros sobre os redemoinhos no lado canadense, abaixo das Cataratas.

### Lado americano

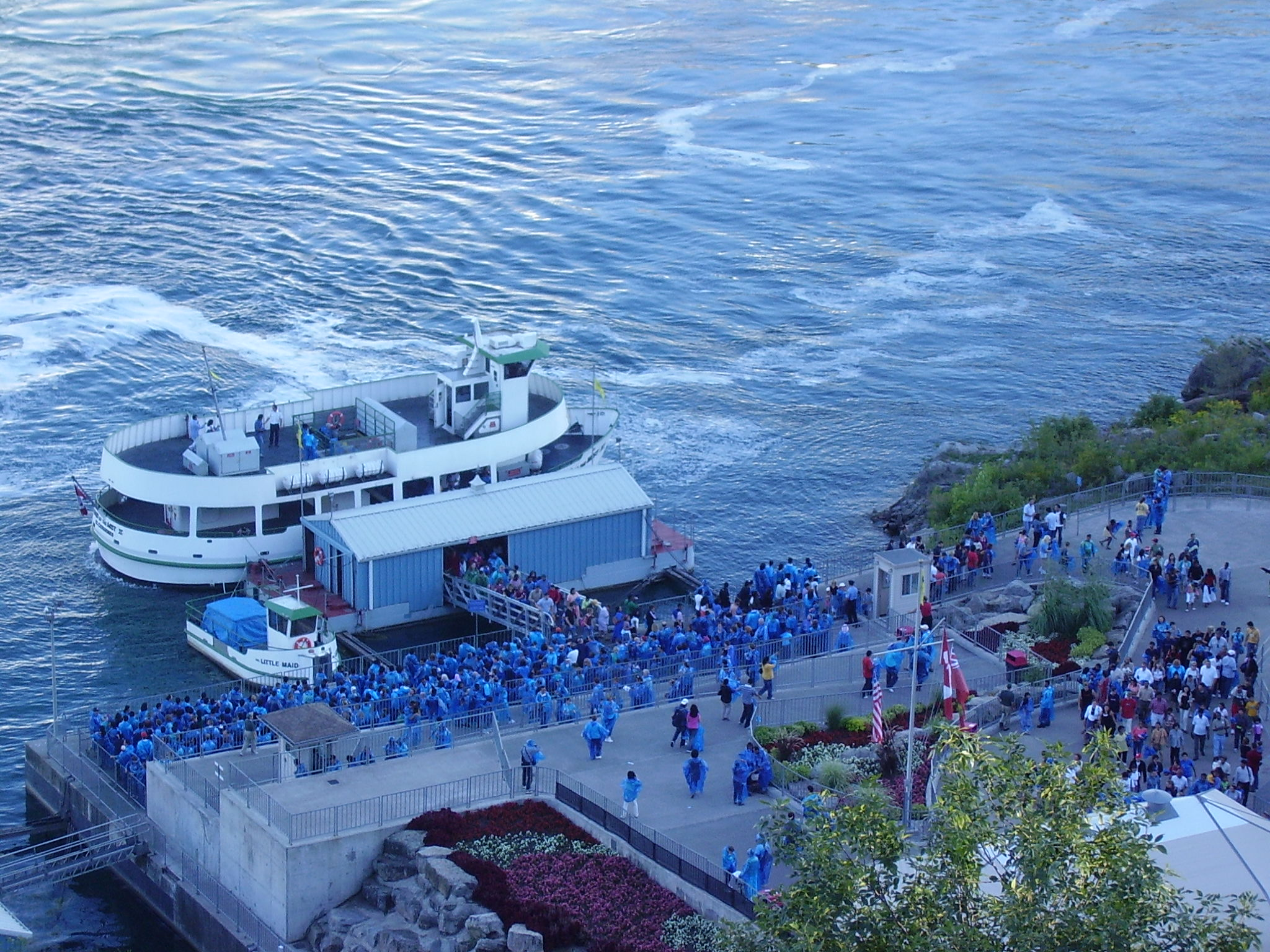
O Maid of the Mist embarcando e desembarcando turistas.

Do lado americano, as Cataratas do Niágara podem ser observadas por praças e caminhos ao longo do Prospect Park, onde também está instalada uma torre de observação. Perto dali, o caminho "Caverna dos Ventos" leva os turistas a um ponto de observação próxima das Cataratas Bridal Veil.

### Lado canadense

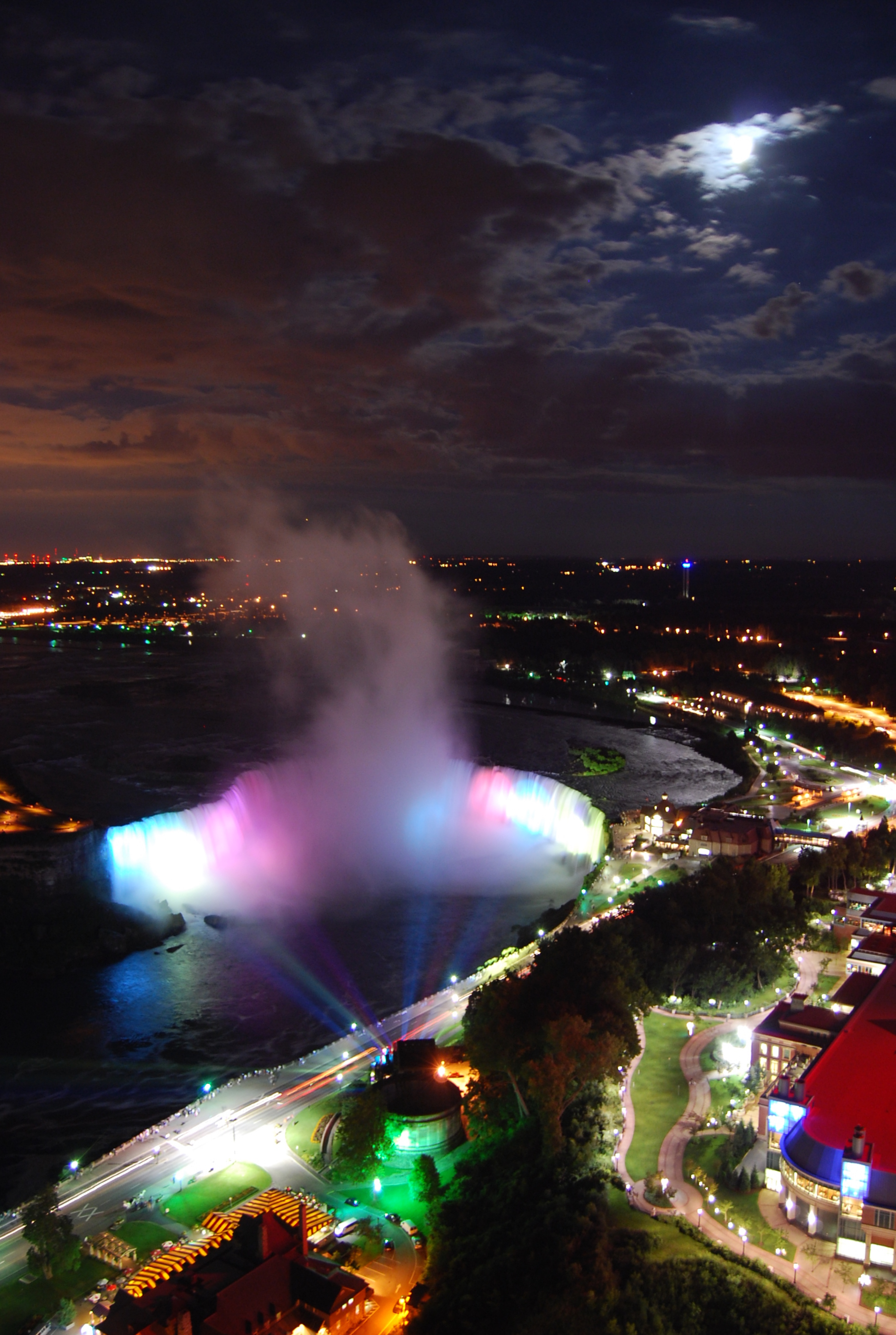
Cataratas do Niágara à noite.

Do lado canadense, o Queen Victoria Park (Parque Rainha Victoria) possui vários jardins e plataformas que levam a um posto de observação, que oferece uma vista espetacular das Cataratas do Niágara e, geral. Este parque também possui caminhos subterrâneos que levam a postos de observação, onde o turista possui a ilusão de estar dentro das águas caindo nas Cataratas do Niágara. O posto de observação localizado na Skylon Tower oferece a vista panorâmica mais alta das cataratas, bem como permite ao turista também ver - do lado oposto às Cataratas - a cidade de Toronto. Juntamente com a Konica Minolta Tower, a Skylon Tower é uma das duas torres do lado canadense com vista das Cataratas do Niágara. Ao longo do rio Niágara, o Caminho Recreacional do Rio Niágara corre os 56 quilômetros entre o Forte Erie até o Fort George, incluindo vários pontos históricos da Guerra Anglo-Americana.